# Rodesia del Nordeste
Rodesia del Nordeste (en inglés: North-Eastern Rhodesia) fue un protectorado británico en África centro-sur formado en 1900. El protectorado fue administrado bajo carta real por la Compañía Británica de Sudáfrica. Era uno de los que se denominaban coloquialmente los tres protectorados de Rodesia, siendo los otros dos Rodesia del Sur y Rodesia del Noroeste-Barotselandia. Se fusionó con Rodesia del Noroeste, otro territorio administrado por la Compañía Británica de Sudáfrica, para formar Rodesia del Norte en 1911.

## Historia
La colonización de la región que se convertiría en Rodesia del Nordeste comenzó en 1890. Joseph Thompson fue enviado por Cecil Rhodes de la Compañía Británica de Sudáfrica para negociar acuerdos con los jefes africanos. Alfred Sharpe fue enviado de manera similar por el cónsul británico para Nyasalandia con el mismo propósito. Después de no lograr ningún acuerdo, Sharpe y Thompson usaron la fuerza para someter a la gente local. En 1895 le fueron concedidas derechos de minería a la Compañía Británica de Sudáfrica en cerca de 10,000 millas cuadradas por la Mozambique Gold, Land and Concession Company, una compañía que había comprado en 1893. Para explotar mejor la anticipada riqueza mineral, la Compañía Británica de Sudáfrica incorporó una subsidiaria, North Charterland Exploration Company en 1895. La administración efectiva de la región se logró a fines de 1899.
En enero de 1900 la Reina Victoria firmó la Orden de Rodesia del Nordeste. Esta [Ordenanza|orden]] hizo oficial el nombre Rodesia del Nordeste y lo proclamó formalmente como protectorado británico. En virtud de la orden, se estableció un régimen para el gobierno de la Compañía del nuevo protectorado. El nuevo protectorado fue administrado por un administrador designado por el Alto Comisionado para Sudáfrica. El Alto Comisionado legisló por proclamación para el protectorado. El protectorado se dividió en siete distritos administrativos.
En 1900, Robert Edward Codrington fue nombrado primer administrador. Ocupó este puesto hasta 1907. La última persona que ocupó el cargo de administrador fue Lawrence Aubrey Wallace desde 1907 hasta 1909, después de lo cual el puesto quedó vacante. La capital estaba era Fuerte Jameson, hoy llamada Chipata.
Cuando el protectorado se fusionó con Rodesia del Noroeste-Barotselandia para formar Rodesia del Norte, el administrador de Rodesia del Norte asumió las funciones que había llevado a cabo el administrador de la Rodesia del Nordeste.

## Leyes
Las leyes de Inglaterra se aplicaron al protectorado, en la medida en que las circunstancias locales lo permitieran. En los casos civiles entre nativos, las leyes nativas se aplicaron en la medida en que no repugnaban la justicia natural, la moralidad, ninguna orden en el Consejo ni ninguna otra regulación a este respecto. El protectorado tenía un tribunal superior, tribunales de distrito y tribunales de magistrados. Las apelaciones de los tribunales del protectorado se podían hacer ante el tribunal supremo de Colonia del Cabo y de allí al Consejo Privado en el Reino Unido.